# Araneus nigropunctatus
Araneus nigropunctatus là một loài nhện trong họ Araneidae.
Loài này thuộc chi Araneus. Araneus nigropunctatus được Ludwig Carl Christian Koch miêu tả năm 1871.